# Castillo Palacio de Ayelo de Malferit

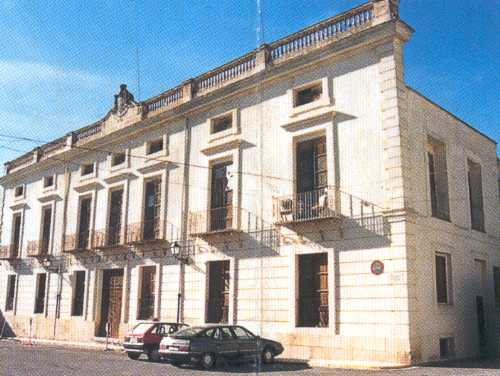

El castillo palacio de Ayelo de Malferit se encuentra en el recinto histórico de Ayelo de Malferit (Valencia) España. Reformado en el siglo XVIII con una superficie total de 971,29 m², está organizado alrededor de un patio central al que dan tres alas del edificio, al este, norte y sur, y una tapia situada en la esquina sudoeste. Perteneció al marqués de Malferit.
Los orígenes del edificio podrían situarse en el siglo XV, teniendo una doble utilidad, residencial y defensiva. Desde su construcción, el palacio ha sufrido numerosas reformas. La realizada en el siglo XVIII afectó significativamente a su estructura, transformándolo en un palacio al gusto de la época. Tras su reciente rehabilitación, se convirtió en la sede del Ayuntamiento.